# Grote Prijs Stad Zottegem 2005
Il Grote Prijs Stad Zottegem 2005, settantesima edizione della corsa e valida come evento dell'UCI Europe Tour 2005 categoria 1.1, si svolse il 23 agosto 2005 su un percorso di 190,5 km. Fu vinta dall'olandese Thomas Dekker che terminò la gara in 4h34'00", alla media di 41,71 km/h.
Al traguardo 132 ciclisti portarono a termine il percorso.

## Ordine d'arrivo (Top 10)
| Pos. | Corridore        | Squadra       | Tempo    |
| ---- | ---------------- | ------------- | -------- |
| 1    | Thomas Dekker    | Rabobank      | 4h34'00" |
| 2    | Enrico Degano    | Barloworld    | s.t.     |
| 3    | Kenny van Hummel | Eurogifts.com | s.t.     |
| 4    | Steven de Jongh  | Rabobank      | s.t.     |
| 5    | Roy Sentjens     | Rabobank      | s.t.     |
| 6    | Marcel Sieberg   | Lamonta       | s.t.     |
| 7    | Robby Meul       | Jartazi       | s.t.     |
| 8    | Rik Reinerink    | Shimano       | s.t.     |
| 9    | Martijn Maaskant | Van Vliet     | s.t.     |
| 10   | Wouter Weylandt  | Quick Step    | s.t.     |